# Kościół św. Marcina w Jarząbkowie
Kościół świętego Marcina w Jarząbkowie – rzymskokatolicki kościół parafialny we wsi Jarząbkowo, w powiecie gnieźnieńskim. Należy do dekanatu wrzesińskiego I archidiecezji gnieźnieńskiej.

## Historia
Murowana świątynia została wzniesiona w XV wieku. W 1846 roku budowlę poddano gruntownej restauracji. W czasie dwudziestolecia międzywojennego kościół znajdował się w złym stanie technicznym i postanowiono go rozebrać, a na jego miejscu wybudować nową budowlę. Jednak projekt ten nie doszedł do skutku. Rozebrane zostały tylko ściany świątyni i dostawiono do nich pozostałą część. Przed wybuchem II wojny światowej została wzniesiona wieża kościelna. Podczas okupacji świątynia była wykorzystywana przez hitlerowców jako magazyn. W 1960 roku budowla została konsekrowana.